# 陶德·哈博肯
陶德·哈博肯（英語：Todd Haberkorn；1982年8月16日—），是一位美國男配音員和配音導演，他活耀於動漫、電影和電玩遊戲配音，代表作品為動畫電視《驅魔少年》（2004年）中的亞連·沃克、《噬魂者》（2004年）中的死神·德·基德和《FAIRY TAIL魔導少年》（2006年）中的納茲·多拉格尼爾。
另外，他也替電玩遊戲《審判之眼：死神的遺言》（2018年）的配角石松以及《審判之逝：湮滅的記憶》（2021年）的配角桑名仁（Jin Kuwana）之英語配音。

## 生平
哈博肯生於德克薩斯州阿靈頓，畢業於南方衛理會大學，他的母親是越南裔美國人，父親則是北歐裔美國人。他也使用陶德·史東（Todd Stone）的名字。
哈博肯至今有兩次婚姻，最早於2008年2月29日與邦妮·范溫克萊（Bonnie Vanwinkle）結婚，後來又於2010年11月19日離婚，在婚姻前育有一名1子，出生於2004年。直到2021年，他與女友妮可·科羅娜（Nicole Corona）結婚。

## 外部連結
- 陶德·哈博肯在互联网电影资料库（IMDb）上的資料（英文）
- 陶德·哈博肯的X（前Twitter）
- 陶德·哈博肯的Instagram帳戶
- 官方网站